# Latza (higo)
Latza es un cultivar de higuera de tipo higo común Ficus carica unífera (una sola cosecha por temporada, los higos de verano-otoño), de higo de piel de color de fondo verde claro tirando a caramelo claro  con sobre color de manchas irregulares amarillento. Se cultiva desde tiempo inmemorial principalmente en los caseríos de Vizcaya.

## Sinonimia
- „Bakio“ en Vizcaya,[5][6][7]

## Características
La higuera 'Latza' es una variedad unífera de tipo higo común, de producción muy alta de higos.
Esta variedad ha prosperado gracias entre otras cualidades por aguantar bien la humedad, ser de bajo porte, ser muy prolífica, muy buen gusto, estar libre del virus del mosaico y tener una piel muy fina, que permite comerla con piel.
El higo es mediano, de piel verde claro tirando a caramelo claro amarillento y pulpa ambarina rosada, dulce y sabrosa: excelente. Puede tener grietas grandes o incluso, longitudinales. Ostiolo, rosado o rubio cerrado que le permite resistir la humedad de la lluvia. El higo madura a mediados de agosto. Los higos son muy buenos, parecen bastante resistentes a la mosca de la fruta.
Produce una cosecha de muchos higos , buen sabor y que aguanta aceptablemente bien la lluvia: Es curioso la observación de cultivadores, que han visto la gran cantidad de abejas, que acuden a ellas y sin embargo a otras higueras no van, pero lo que más llama la atención es que están en la piel y no en la apertura del ostiolo del higo que es donde podría haber azúcares.
Apta para higo seco paso y consumo en fresco.

## Cultivo de la higuera
Esta variedad de higuera está adaptada al clima húmedo del norte de la península ibérica donde se cultiva desde tiempo inmemorial principalmente en los caseríos de Vizcaya y se ha extendido también por Navarra y Guipúzcoa.